# 王撫民
王撫民（1515年—？），字仁甫，直隸真定衛右所軍籍，山西清源縣人，明朝政治人物。

## 生平
嘉靖十九年（1540年）庚子科順天府鄉試第七十六名舉人。嘉靖二十年（1541年）聯捷辛丑科會試第二百六十七名，登第二甲第八十五名進士。授户部主事，督理太仓银库，会假銀事发生，疏请在银锭上镌刻官衔和匠人名字，以便稽查。歷升開封府知府，任内有积年案件三百余，数月审理完毕，人称神君。性格恬淡，食無重味，衣無重帛，廉明有威，人们不敢以私干涉。官至山东临清兵备副使，以辛劳卒于官。

## 家族
曾祖王璋；祖父王連；父王佑，母石氏。具庆下。弟育民、新民、澤民。